# Shit on You
«Shit on You» — дебютный сингл рэп-группы из Детройта D12, выпущенный на бонус-диске их дебютного альбома Devil’s Night в 2000 году. Содержит упоминания о Джоне Кэнди, Джонбенет Рэмси, убитой в шесть лет, и о других известных людях.
Сингл имел некоторый успех, вошёл в десятку синглов на UK Singles Chart. В 2005 году вошёл в делюкс-версию сборника лучших хитов Эминема Curtain Call: The Hits.
Детройтский рэпер Royce da 5'9" использовал бит сингла в своём диссе на D12 «Shit on You». Член D12 Proof был единственным, кто не принимал участие в записи «Shit on You». Песня «Shoot at You», доступная только на его веб-сайте, является кавер-версией «Shit on You».
Трек «Shit on You» также был выпущен в качестве би-сайда сингла D12 «Purple Pills».

## Музыкальное видео
Музыкальное видео было снято на родине группы, в Детройте. На видео показаны разные достопримечательности штата, парки, здания и т. д. В основном видео чёрно-белое, за исключением сцен, где Bizarre читает свой куплет, кадров с Эминемом в образе старика и возле дома, в котором он вырос, а также нескольких сцен с участием Proof, не читающего в песне, но появляющегося в составе группы.

## Список композиций
CD сингл
| №  | Название                      | Автор(ы)                                                        | Продюсеры                  | Длительность |
| -- | ----------------------------- | --------------------------------------------------------------- | -------------------------- | ------------ |
| 1. | «Shit on You» (Street Mix)    | Д. Портер, Д. Холтон, М. Мэтерс, О. Мур, Р. Джонсон, В. Карлайл | DJ Head, сопродюсер Эминем | 5:30         |
| 2. | «S**t on You» (Clean Version) | Д. Портер, Д. Холтон, М. Мэтерс, О. Мур, Р. Джонсон, В. Карлайл | DJ Head, сопродюсер Эминем | 5:30         |
| 3. | «Shit on You» (Acapella)      | Д. Портер, Д. Холтон, М. Мэтерс, О. Мур, Р. Джонсон, В. Карлайл | DJ Head, сопродюсер Эминем | 5:19         |
| 4. | «Shit on You» (Instrumental)  | Д. Портер, Д. Холтон, М. Мэтерс, О. Мур, Р. Джонсон, В. Карлайл | DJ Head, сопродюсер Эминем | 5:26         |

## Позиции в чартах
| Чарт (2004—2005)                 | Высшая позиция |
| -------------------------------- | -------------- |
| Australian Singles Chart         | 77             |
| Austrian Singles Chart           | 45             |
| Belgian Singles Chart (Flanders) | 17             |
| Canadian Singles Chart           | 4              |
| Irish Singles Chart              | 12             |
| Netherlands Singles Chart        | 8              |
| New Zealand Singles Chart        | 32             |
| Swedish Singles Chart            | 25             |
| Swiss Singles Chart              | 21             |
| UK Singles Chart                 | 10             |
| U.S. Billboard Hot Rap Tracks    | 2              |